# Schlüsselnummer
Die Schlüsselnummern in den Zulassungsbescheinigungen I und II (Fahrzeugschein und -brief) hilft, Eigenschaften eines Fahrzeugs wie Hersteller, Typ und Abgasnorm eindeutig zu identifizieren. Im Regelfall meint der Begriff Schlüsselnummer nur die Hersteller- und Typschlüsselnummer, nicht aber die Variantenschlüsselnummer. Für die Beschaffung von Ersatzteilen oder Anfragen zu Versicherungsangeboten reichen in der Regel HSN und TSN aus. In einem aktuellen Fahrzeugschein (seit 2005) sind an folgenden Stellen Schlüsselnummern zu finden:

## Hersteller- und Typschlüsselnummer
Die wichtigsten Schlüsselnummern sind die Hersteller- und Typschlüsselnummern. Sie sind im Fahrzeugschein mittig oben unter 2.1 und 2.2 zu finden. Sie geben den Fahrzeugtyp genau an, meistens lassen sich aus ihnen daher alle relevanten technischen Fahrzeugdaten ableiten. Sie besteht vollständig aus einer Herstellerschlüsselnummer, eines Typschlüsselnummer, einer Variantenschlüsselnummer und einer Prüfziffer.

### Die Herstellerschlüsselnummer
Die Herstellerschlüsselnummer (HSN) ist eine vierstellige Zahl. Sie wird vom Kraftfahrt-Bundesamt festgelegt und gibt den rechtlich relevanten Hersteller eines Fahrzeugs eindeutig an, meistens die Handelsmarke. Während die meisten Fahrzeuge unter einer Marke gefertigt und vertrieben werden, gibt es jedoch Ausnahmen. Meistens sind dies Badge Engineerings oder Kooperationen, wie beispielsweise der Opel Agila, der zwar als Opel vertrieben, aber von Magyar Suzuki in Ungarn gefertigt wurde. Er wird mit der HSN 0035 für Opel geschlüsselt. Ist der Hersteller eines Fahrzeugs nicht bekannt oder handelt es sich um ein Einzelstück, eine Klein- oder Kleinstserie wird der Hersteller mit 0900 (Kraftfahrzeug) oder 0800 (Anhänger) geschlüsselt.
Die HSN steht in der Zulassungsbescheinigung in Feld 2.1 und ist Schlüssel die Felder 2 oder D.1.

### Die Typ- und Variantenschlüsselnummer
Die Typschlüsselnummer (TSN) ist eine dreistellige Buchstabenkombination und gibt den Typ eines Fahrzeugs eindeutig an, nicht jedoch die Ausstattung. Sie gibt meistens das Baureihe, Modell und Motorisierung an. Aus Hersteller- und Typschlüsselnummer 0603 und ADF ist beispielsweise ersichtlich, dass es sich um einen Golf V GTI mit 2,0 Liter Benzinmotor handelt, nicht jedoch ob Sonderausstattung wie beispielsweise ein Seitenairbag verbaut ist. Dies ist nur in Verbindung mit dem Versions- und Variantenschlüssel (VVS, oft nur Variantenschlüssel) möglich. Dieser ist eine fünfstellige Zahlenfolge und bildet zusammen mit der Typschlüsselnummer Feld 2.2 der Zulassungsbescheinigung. Bei Grauimporten oder stark modifizierten Fahrzeugen (meist mit Einzelabnahme) wird die VVS und ggf. auch die TSN genullt. Werden bei einem Golf V GTI beispielsweise ein Sonderfahrwerk verbaut und ein Motortuning vorgenommen, sodass eine Einzelabnahme erforderlich wird, wird die Schlüsselnummer von 0603 ADF 00017 zu 0603 000 00000 geändert.
Vor 2005 wurde ein anderes Format für TSN und VVS verwendet: Die Typschlüsselnummer war eine dreistellige Zahl, der VVS eine dreistellige alphanumerische Folge. Ein Golf V 2.0 GTI von 2005 konnte eine Schlüsselnummer wie 0603 ADF 00007 haben, während ein baugleiches Fahrzeug ein Jahr zuvor noch mit 0603 764 01H aufgeschlüsselt wurde.
Die TSN und VVS stehen in der Zulassungsbescheinigung in Feld 2.2 und ist Schlüssel für das Feld D.2.

### Die Prüfziffer
Die Prüfziffer dient zur Kontrolle bei der manuellen Eingabe der HSN, TSN und VVS. Sie ist einstellig und kann die Zahlen von 0 bis 9 oder X annehmen. Sie ist kein eigentlicher Teil der Schlüsselnummer.

## Fahrzeugklasse und Aufbau
Die Fahrzeugklasse wird im Fahrzeugschein unter Feld J geschlüsselt, der Aufbau unter Feld 4. Die hier genannten Schlüssel für Klassen und Aufbauarten sind seit 2005 identisch mit den EU-Fahrzeugklassen. Davor wurden nationale Schlüsselnummern verwendet. Obiges Beispiel (Golf V GTI) wurde ab 2005 als M1 (Fahrzeug zur Personenbeförderung bis 8 Sitzplätze) Aufbauart AB (Schräghecklimousine) geschlüsselt, davor war es 01 (Personenkraftwagen), 0200 (Geschlossen). Vor 2005 bestehende Schlüsselnummern werden i. d. R. nicht geändert, ein einmal mit 01 0200 geschüsseltes Fahrzeug bleibt auch bei Neuausstellung eines Fahrzeugscheins mit 01 0200 geschlüsselt. Sämtliche Schlüsselnummern dazu sind im Verzeichnis Systematisierung von Kraftfahrzeugen und ihren Anhängern des Kraftfahrt-Bundesamts zu finden.
Die Schlüssel für Klasse und Aufbau stehen in den Feldern J und 4 der Zulassungsbescheinigung, der Klartext dazu unter Feld 5.

## Kraftstoffart oder Energiequelle
Die Schlüsselnummer zur Kraftstoffart gibt einen Aufschluss darüber, mit welchen Stoffen ein Verbrennungsmotor betrieben wird oder woher ein Elektroantrieb seine Energie bezieht. Gängige Schlüssel sind 0001 für Benzin (auch Zweitaktgemisch), 0002 für Diesel, 0004 für ein reines Elektrofahrzeug und 0008 für ein Hybridfahrzeug mit Benzin- und Elektrobetrieb.
Der Klartext zu dieser Schlüsselnummer steht in der Zulassungsbescheinigung in Feld P.3.

## Nationale Emissionsschlüsselnummer
Die nationale Emissionsschlüsselnummer gibt Auskunft über die Emissionsklasse, die das Fahrzeug erfüllt. Bis 2005 war diese zweistellig, seitdem vierstellig. Bei Pkw besteht die Emissionsschlüsselnummer bis einschließlich EURO 4 aus der Zahl 04, gefolgt von der alten zweistelligen Emissionsschlüsselnummer, bei EURO 5 und EURO 6 aus 35 oder 36, gefolgt von zwei alphanumerischen Zeichen, die den Fahrzyklus und die Abstufung innerhalb der Norm angeben. Ist die Emissionsklasse nicht bekannt, wird dies mit der Schlüsselnummer 0088 wiedergegeben. Oldtimer werden generell mit 0098 geschlüsselt, die ursprüngliche Emissionsschlüsselnummer wird in den Bemerkungen in Feld 22 vermerkt.
Die genaue Emissionsklasse ist in der Zulassungsbescheinigung in Feld V.9 und 14 zu finden.

## Merkmal zur Betriebserlaubnis
Das Merkmal zur Betriebserlaubnis gibt Auskunft darüber, wie das Fahrzeug über seine Betriebserlaubnis zugelassen ist. Es gibt vier mögliche Angaben:
- K: Konform, das Fahrzeug entspricht komplett dem in der EG-Typgenehmigung oder ABE genehmigten Typ
- A: Abweichend, Das Fahrzeug weist technische Änderungen von der Typgenehmigung oder ABE auf
- E: Das Fahrzeug wurde über eine Einzelabnahme zugelassen und entspricht keinem genehmigten Typ
- Z: Das Fahrzeug wurde anhand einer anerkannten nationalen Genehmigung eines anderen EG-Mitgliedsstaates zugelassen (Auslaufend)
- N: Das Fahrzeug wurde aufgrund einer nationalen Einzelgenehmigung nach Art. 45 der Verordnung (EU) 2018/858 zugelassen
- U: Das Fahrzeug wurde aufgrund einer EU-Einzelgenehmigung nach Art. 44 der Verordnung (EU) 2018/858 zugelassen